# Mononemertes sargassicola
Mononemertes sargassicola är en djurart som tillhör fylumet slemmaskar, och som först beskrevs av Louis Joubin 1906.  Mononemertes sargassicola ingår i släktet Mononemertes och familjen Planktonemertidae. Inga underarter finns listade i Catalogue of Life.